# غرنبه
غرنبه یا رامبل (به انگلیسی: Rumble) یک صدای عمیق و طنین‌دار مداوم است، مانند صدایی که توسط وسایل نقلیه سنگین یا رعد ایجاد می‌شود. در زمینه بازتولید صدا، رامبل به صدای فرکانس پایین از یاتاقانهای داخل یک صفحه گردان اشاره دارد. این بیشتر در میزهای گردان با کیفیت پایین با بلبرینگ قابل توجه است. میزهای گردان با کیفیت بالاتر از یاتاقان‌های کشویی استفاده می‌کنند که صدا را به کمترین اندازه می‌رساند.
برخی از پیش‌تقویت‌کننده‌های آوایی، در تلاش برای حذف نویز، از یک فیلتر غرنبه استفاده می‌کنند. یک بشقاب سنگین‌تر نیز می‌تواند به کاهش آن کمک کند.
اندازه‌گیری غرنبه روی میزهای گردان (برای ضبط وینیل) انجام می‌شود که تمایل به ایجاد نویز با فرکانس بسیار پایین از یاتاقان مرکزی و قرقره‌ها یا تسمه‌های محرک و همچنین از بی‌نظمی در خود دیسک ضبط دارند.